# HD 106315
HD 106315, EPIC 201437844, K2-109 — одиночная звезда в созвездии Девы на расстоянии приблизительно 354 световых лет (около 109 парсек) от Солнца. Визуальная звёздная величина звезды — +8,95m. Возраст звезды определён как около 4,48 млрд лет.
Вокруг звезды обращается, как минимум, две планеты.

## Характеристики
HD 106315 — жёлто-белая звезда спектрального класса F5V, или F5. Масса — около 1,09 солнечной, радиус — около 1,269 солнечного, светимость — около 2,444 солнечной. Эффективная температура — около 6439 K.
Впервые в астрономической литературе упоминается в каталоге Генри Дрейпера, изданном в начале XX века. Её можно наблюдать в западной части созвездия Девы, рядом со звездой Эта Девы. Звезда отличается быстрым вращением — она делает один оборот вокруг собственной оси приблизительно за 4,5 земных суток.

## Планетная система
В 2017 году командой астрономов, работающих с фотометрическими данными в рамках проекта Kepler-K2, было объявлено об открытии планет HD 106315 b и HD 106315 c. Они представляют собой горячие газовые гиганты, по размерам превосходящие Землю в 2,23 и 3,95 раза соответственно. Эффективная температура HD 106315 b оценивается в 1149 кельвинов, а HD 106315 c — в 860 кельвинов. С помощью данных, полученных телескопом HARPS были измерены массы обеих планет.  Масса HD 106315 b составляет 12,6 масс Земли, а масса HD 106315 c — 15,2 масс.
Замеры лучевой скорости звезды показали наличие третьего объекта в системе, обращающегося на более далёкой орбите. Дальнейшие наблюдения за HD 106315 позволят определить его характеристики.